# The Mandalorian (1.ª temporada)
A primeira temporada da série de televisão de streaming estadunidense The Mandalorian é protagonizada por Pedro Pascal como personagem-título, um caçador de recompensas solitário contratado para resgatar "A Criança". Faz parte da franquia Star Wars, ambientada cinco anos após os eventos de O Retorno de Jedi (1983). A temporada foi produzida pela Lucasfilm, Fairview Entertainment e Golem Creations, com Jon Favreau atuando como showrunner.
O trabalho em uma nova série de televisão live-action de Star Wars foi anunciado em novembro de 2017. Favreau assinou contrato em março de 2018, com Pascal escalado um mês após o início das filmagens em outubro de 2018 no Manhattan Beach Studios, na Califórnia. A empresa de efeitos visuais Industrial Light & Magic desenvolveu a tecnologia StageCraft para a série, usando cenários virtuais e uma parede de vídeo de 360 graus para criar os ambientes da série. Além desta nova tecnologia, os efeitos práticos foram enfatizados para a série.
A temporada de oito episódios estreou no serviço de streaming Disney+ em 12 de novembro de 2019 e durou até 27 de dezembro. Recebeu críticas positivas, foi indicada para Melhor Série de Drama no 72º Primetime Emmy Awards e ganhou sete Primetime Creative Arts Emmy Awards. Uma segunda temporada foi confirmada em julho de 2019.

## Episódios
| N.º na série | N.º na temp. | Título                                                        | Dirigido por        | Escrito por                                                                  | Exibição original      |
| --- | ------------ | ------------------------------------------------------------- | ------------------- | ---------------------------------------------------------------------------- | ---------------------- |
| 1 | 1            | "Chapter 1: The Mandalorian" "(Capítulo 1: O Mandaloriano)"   | Dave Filoni         | Jon Favreau                                                                  | 12 de novembro de 2019 |
| Cinco anos após a queda do Império Galáctico, um caçador de recompensas Mandaloriano entrega sua mais recente recompensa para Greef Karga. Então ele aceita uma comissão para realizar um trabalho no submundo de Nevarro, proposto por um cliente enigmático com aparentes conexões com o Império, orientando-o a rastrear e capturar um alvo de cinquenta anos sem nome. Enquanto o cliente demonstra ser indiferente ao bem-estar do alvo, seu colega Dr. Pershing insiste que o alvo seja trazido de volta vivo. O Mandaloriano recebe um adiantamento de uma única barra de aço de Beskar, sagrado para seu povo. Ele o leva a um esconderijo secreto Mandaloriano, onde uma armeira o usa para transformá-lo em um peitoral. Chegando ao planeta do último local relatado do alvo, o Mandaloriano é auxiliado por um fazendeiro de vapor chamado Kuiil. Cansado do caos que os caçadores de recompensa trazem para a área, Kuiil o leva até o local do alvo e vai embora. Entrando no acampamento remoto e fortemente defendido, o Mandaloriano se junta com relutância ao droide de caça de recompensas IG-11 para limpar o acampamento e encontrar o alvo: uma criança da mesma espécie do Yoda. Quando o IG-11 tenta matar o bebê e reclamar sua recompensa, o Mandaloriano atira e destrói o droide, levando a Criança viva.                                                                                                   |              |                                                               |                     |                                                                              |                        |
| 2 | 2            | "Chapter 2: The Child" "(Capítulo 2: A Criança)"              | Rick Famuyiwa       | Jon Favreau                                                                  | 15 de novembro de 2019 |
| Ao retornar à sua nave com a Criança, o Mandaloriano luta e mata um grupo de caçadores de recompensa rivais que o emboscam. Perto de sua nave, ele descobre que ela foi saqueada por Jawas em busca de peças e decide confrontá-los violentamente. Quando ele tenta atacar o transporte deles, os Jawas o atordoam e o jogam do telhado. No dia seguinte, Kuiil o ajuda a localizar os Jawas e a negociar a devolução dos componentes de sua nave. O Mandaloriano concorda em recuperar o ovo de um Mudhorn (uma criatura parecida com um rinoceronte) em troca das peças roubadas. Ele entra na caverna do Mudhorn apenas para ser arremessado pela fera zangada que o ataca repetidamente, danificando sua armadura. No instante em que Mudhorn avança para matá-lo, a Criança usa a Força para levitar a fera, permitindo que o Mandaloriano, surpreso com o ato, a esfaqueie e mate. Ele recolhe o ovo e o leva para os Jawas, que o abrem e comem o conteúdo amarelado em seu interior. Com o troca concluída, o Mandaloriano e Kuiil trabalham juntos para reparar a nave, permitindo que o Mandaloriano deixe o planeta com a Criança. |              |                                                               |                     |                                                                              |                        |
| 3 | 3            | "Chapter 3: The Sin" "(Capítulo 3: O Pecado)"                 | Deborah Chow        | Jon Favreau                                                                  | 22 de novembro de 2019 |
| O Mandaloriano entrega a Criança ao Cliente em Nevarro e coleta a recompensa de vinte barras de aço de Beskar. De maneira incomum, o Mandaloriano pergunta sobre os planos do Cliente para a Criança, mas ele diz que isso não é da sua conta. Ele sai antes do conflito surgir. Retornando ao esconderijo dos Mandalorianos, o Mandaloriano tem sua armadura danificada substituída e suas armas aprimoradas pela Armeira, que forja uma couraça completa da maior parte do aço de Beskar, enquanto o restante do pagamento é destinado no apoio às crianças acolhidas pelos Mandalorianos. O Mandaloriano aceita um novo trabalho de Greef Karga e prepara sua nave para partir. Sentindo-se culpado, ele volta e ataca a base do Cliente, matando a maioria dos stormtroopers que a protegem. Ele resgata a Criança do laboratório do Dr. Pershing, onde estava ela estava sendo testada, mas escolhe não matar o médico. No caminho de volta para a nave, o Mandaloriano é emboscado por outros caçadores de recompensa da guilda do Greef Karga, que exigem que ele entregue a Criança. Ele se recusa, e um tiroteio começa. Em menor número e encurralado, o Mandaloriano consegue escapar quando outros Mandalorianos da sua tribo chegam e atacam os caçadores de recompensa, permitindo que ele alcance seu nave com a Criança e fuja de Nevarro.                                                                               |              |                                                               |                     |                                                                              |                        |
| 4 | 4            | "Chapter 4: Sanctuary" "(Capítulo 4: Santuário)"              | Bryce Dallas Howard | Jon Favreau                                                                  | 29 de novembro de 2019 |
| Chegando em um planeta florestal escassamente povoado chamado Sorgan, o Mandaloriano encontra Cara Dune, uma ex-soldado rebelde que se tornou mercenária. Após uma curta briga, Dune explica que está se escondendo depois de ter se aposentado antecipadamente e pede ao Mandaloriano para sair daquele lugar. Enquanto ele prepara sua nave, dois pescadores desesperados se aproximam, oferecendo-se para contratá-lo para expulsar um bando de invasores klatoonianos. Ele aceita o trabalho em troca de hospedagem, e usa seus créditos para obter a ajuda de Dune. Na vila, eles são alojados por Omera, uma mãe viúva. O Mandaloriano diz para ela que ninguém o vê sem capacete desde a infância, quando sua tribo o adotou como órfão. Apesar de descobrirem que os invasores têm um antigo AT-ST do Império, os moradores se recusam a abandonar a vila, então o Mandaloriano e Dune decidem treiná-los para se defender. Eles provocam os atacantes à noite, com Dune atraindo o AT-ST para uma armadilha para que o Mandaloriano conseguisse explodi-lo e forçando os demais atacantes a fugirem. Com a paz restaurada, o Mandaloriano planeja deixar a Criança na vila, contudo um caçador de recompensa da Guilda o localiza e é morto por Dune. Percebendo que nem a vila nem a Criança estariam a salvo, o Mandaloriano parte com a Criança.                                                                             |              |                                                               |                     |                                                                              |                        |
| 5 | 5            | "Chapter 5: The Gunslinger" "(Capítulo 5: A Pistoleira)"      | Dave Filoni         | Dave Filoni                                                                  | 6 de dezembro de 2019  |
| O Mandaloriano derrota um caçador de recompensas em uma briga de naves. Ele pousa sua nave danificada em uma oficina nas proximidades, administrada pela mecânica Peli Motto no porto de Mos Eisley em Tatooine. Ele procura trabalho em uma cantina para pagar pelos reparos, e encontra Toro Calican, um aspirante a caçador de recompensa que está rastreando a mercenária de elite e assassina Fennec Shand. Calican precisa capturar Shand para se juntar à Guilda, e o Mandaloriano concorda em ajudar quando Calican se oferece para deixá-lo ficar com o dinheiro da recompensa. Eles capturam Shand no deserto, mas ela destrói um dos seus speeders mais velozes, então o Mandaloriano vai buscar um dewback que passaram pelo transporte. Enquanto Calican vigia Shand, ela diz a ele que o Mandaloriano traiu a guilda, fazendo com que a recompensa por ele e pela Criança valesse mais do que a dela. Shand se oferece para ajudar Calican a capturar o Mandaloriano, se ele a libertar-se, mas ao invés disso ele atira nela e pilota o speeder restante até a oficina, fazendo Motto e a Criança de reféns. O Mandaloriano chega, usa um sinalizador para desorientar Calican e o mata. Ele pega o dinheiro de Calican para pagar Motto pelos reparos, agradecendo-a antes de deixar Tatooine. No deserto, uma figura misteriosa se aproxima do corpo de Shand.                                                          |              |                                                               |                     |                                                                              |                        |
| 6 | 6            | "Chapter 6: The Prisoner" "(Capítulo 6: O Prisioneiro)"       | Rick Famuyiwa       | História por: Christopher Yost Roteiro por: Christopher Yost e Rick Famuyiwa | 13 de dezembro de 2019 |
| O Mandaloriano entra em contato com seu ex-parceiro "Ran" Malk para um trabalho. Ran o recebe em sua estação espacial e informa ao Mandaloriano que ele precisa de sua nave para um trabalho de cinco homens. Ele se junta ao ex-atirador imperial Mayfeld, um forte homem devaroniano chamado Burg, o droide piloto Q9-0 e a Twi'lek especialista em facas, Xi'an, para uma missão de resgate ao irmão de Xi'an, Qin, prisioneiro da Nova República. Depois de se infiltrar na nave da prisão, eles lutam com droides de segurança e chegam até sala de controle onde o chefe de segurança da nave aciona um sinal de alerta de segurança antes de ser morto por Xi'an. A tripulação resgata Qin mas prendem e deixam o Mandaloriano para trás. Ele escapa e derrota cada membro da tripulação, depois captura Qin. Q9-0 encontra a Criança depois de decifrar uma transmissão arquivada de Greef Karga, mas é baleado pelo Mandaloriano antes que ele pudesse feri-lo. O Mandaloriano entrega Qin a Ran e parte com seu pagamento. Imediatamente após de sua partida, Ran se prepara para lançar um fighter para matar o Mandaloriano, mas descobre que o sinal de alerta da Nova República havia sido colocado em Qin, levando um trio de X-wings à estação de Ran, onde eles atacam. Na cena final, é revelado que Mayfeld, Burg e Xi'an foram trancados em uma cela no transporte da prisão, tendo sido poupados pelo Mandaloriano. |              |                                                               |                     |                                                                              |                        |
| 7 | 7            | "Chapter 7: The Reckoning" "(Capítulo 7: O Acerto de Contas)" | Deborah Chow        | Jon Favreau                                                                  | 18 de dezembro de 2019 |
| O Mandaloriano recebe uma mensagem de Greef Karga, cuja cidade em Nevarro foi invadida por ex-tropas imperiais lideradas pelo Cliente. Karga propõe que o Mandaloriano use a Criança como isca para matar o Cliente e libertar a cidade. Em troca, Karga acertaria suas contas com a Guilda, permitindo que o Mandaloriano e a Criança vivessem em paz. Sentindo que a proposta era uma armadilha, o Mandaloriano recruta Cara Dune e Kuiil para ajudá-lo, e Kuiil traz um IG-11 reconstruído e reprogramado para proteger a Criança. Eles encontram Karga e seus associados, mas são atacados por Mynocks. Karga fica gravemente ferido, mas a Criança usa o poder da Força para curá-lo. Em troca, Karga mata seus associados e confessa seu plano original de atirar no Mandaloriano e levar a Criança ao Cliente. Karga finge que Dune capturou o Mandaloriano, enquanto Kuiil leva a Criança de volta para a nave do Mandaloriano. Durante a reunião, as tropas de Moff Gideon abrem fogo contra o prédio onde estava negociando e matam o Cliente e seus guarda-costas, encurralando Mandalorian, Karga e Dune dentro do local. Gideon chega, exigindo que eles entreguem a Criança. No deserto, dois soldados stormtroopers interceptam as comunicações do Mandaloriano e seguem Kuiil, matando-o e levando a Criança. |              |                                                               |                     |                                                                              |                        |
| 8 | 8            | "Chapter 8: Redemption" "(Capítulo 8: Redenção)"              | Taika Waititi       | Jon Favreau                                                                  | 27 de dezembro de 2019 |
| O IG-11 resgata a Criança dos stormtroopers. Gideon avisa Karga, Dune e Mandalorian que eles enfrentariam a morte certa, a menos que concordem em ajudá-lo. O IG-11 chega e quebra o impasse, mas Gideon fere o Mandaloriano. A Criança usa a Força para desviar o lança-chamas de um stormtrooper de elite. O Mandaloriano envia os outros através de uma grade de esgoto com a Criança para encontrar ajuda no esconderijo Mandaloriano, enquanto o IG-11 remove seu capacete para curar um ferimento em sua cabeça. Juntando-se aos outros, o Mandaloriano leva o grupo até o esconderijo secreto de Mandalorianos e descobrem que a maioria morreu ou escapou, com exceção da Armeira. Ela o encarrega de cuidar da Criança como se fosse seu filho, descobrir suas origens e devolvê-la à sua espécie. O Armeiro modela o Mandaloriano com seu próprio símbolo e lhe dá um propulsor a jato. O grupo é transportado por um rio subterrâneo de lava, mas quando são emboscados por stormtroopers, o IG-11 se autodestrói para eliminar os inimigos. Gideon ataca pilotando uma TIE fighter e o Mandaloriano usa seu propulsor a jato para derrubar a nave, mas Moff sobrevive e se livra dos destroços de sua nave com um Darksaber. O Mandaloriano vai embora com a Criança, enquanto Karga e Dune ficam para trás. |              |                                                               |                     |                                                                              |                        |

## Elenco e personagens
| - Pedro Pascal como Din Djarin - "A Criança" | - Carl Weathers como Greef Karga - Werner Herzog como "O Cliente" - Omid Abtahi como Dr. Pershing - Nick Nolte como a voz de Kuiil - Taika Waititi como a voz de IG-11 - Gina Carano como Cara Dune - Giancarlo Esposito como Moff Gideon - Emily Swallow como "A Armeira" | - Amy Sedaris como Peli Motto - Jake Cannavale como Toro Calican - Ming-Na Wen como Fennec Shand - Mark Boone Junior como Ran Malk - Bill Burr como Mayfeld - Natalia Tena como Xi'an - Clancy Brown como Burg - Richard Ayoade como a voz de Q9-0 - Ismael Cruz Córdova como Qin |

## Produção

### Desenvolvimento
Em novembro de 2017, o CEO da Disney, Bob Iger, anunciou que a Disney e a Lucasfilm estavam desenvolvendo uma série de televisão de live-action de Star Wars para o novo serviço de streaming Disney+. Jon Favreau apresentou uma ideia para a série para a presidente da Lucasfilm, Kathleen Kennedy, que sugeriu que ele discutisse a ideia com Dave Filoni, produtor executivo da série de animação Star Wars: The Clone Wars e Star Wars Rebels. Em março de 2018, Lucasfilm anunciou que Favreau escreveria e produziria a série, com Filoni, Kennedy e Colin Wilson também como produtores executivos.  Em maio, Favreau disse que havia escrito quatro dos oito episódios da série antes de ser oficialmente contratado para o projeto.
Favreau anunciou que a série se chamava The Mandalorian em 3 de outubro, e revelou a premissa do show. Os diretores da temporada foram revelados no dia seguinte, incluindo Filoni, Taika Waititi, Bryce Dallas Howard, Rick Famuyiwa e Deborah Chow. Favreau não conseguiu dirigir nada na primeira temporada devido a seus compromissos com O Rei Leão (2019), e queria que os diretores da série fossem um grupo diversificado de cineastas que pudessem trazer perspectivas diferentes para a série. O único pré-requisito que ele tinha para os diretores era que eles amavam Star Wars. De acordo com Famuyiwa, Favreau descreveu o grupo como um "tipo de tripulação Os Doze Condenados, Sete Homens e Um Destino". A temporada teve um orçamento de $100 milhões.

### Elenco
Depois de rumores de que seria escalado para o papel-título, Pedro Pascal foi confirmado para interpretar o Mandaloriano em novembro de 2018.Pascal inicialmente pensou que estava sendo escalado como o personagem de Star Wars, Boba Fett, devido às semelhanças visuais entre esse personagem e o Mandaloriano, mas o último é na verdade um personagem separado chamado Din Djarin. Gina Carano e Nick Nolte se juntaram ao elenco da série no final de novembro. Lucasfilm anunciou no mês seguinte que Pascal iria estrelar ao lado de Carano, Nolte, Giancarlo Esposito, Emily Swallow, Carl Weathers, Omid Abtahi e Werner Herzog. Favreau revelou em março de 2019 que Taika Waititi daria a voz para um andróide caçador de recompensas na série, que se acredita ser o personagem IG-88.. Um mês depois, foi revelado ser um novo personagem, IG-11, quando detalhes do personagem para outros membros do elenco foram anunciados. O personagem de Weathers, Greef Karga, era originalmente um alienígena que foi morto no terceiro episódio; a maquiagem protética foi removida e o papel estendido durante a produção.
A filmagem exibida na Celebração de Star Wars em abril de 2019 revelou que Bill Burr e Mark Boone Junior foram escalados para a temporada, com Burr retratando um fora da lei. Na D23 Expo em agosto, foi revelado que Ming-Na Wen iria aparecer, e no mês seguinte, a escalação de Julia Jones foi anunciado.

### Filmagem e efeitos

#### Nova tecnologia
O estúdio de efeitos visuais Industrial Light & Magic, uma subsidiária da Lucasfilm, fez parceria com a desenvolvedora de videogames Epic Games para criar um novo sistema para a série chamado StageCraft, baseado no motor de jogo Unreal Engine da Epic. O StageCraft consiste em grandes telas de vídeo LED nas quais os ambientes digitais podem ser renderizados em tempo real para que os atores atuem. Durante a pré-produção da série, a fotografia virtual foi usada para planejar a filmagem da série e determinar quais ambientes seriam necessários no set. Os ambientes digitais foram então criados pela ILM e adicionados ao StageCraft prontos para fotografia de ação ao vivo com os atores. Alguns desses ambientes foram baseados em locações em países como Islândia e Chile.  Durante a filmagem, os ambientes digitais foram renderizados em uma parede de vídeo em tempo real, permitindo que os cineastas e atores vissem os ambientes. As imagens renderizadas na parede de video eram frequentemente de qualidade alta o suficiente para serem usadas como efeitos finais.

#### Fotografia principal
As filmagens começaram durante a primeira semana de outubro de 2018, com Filoni dirigindo o primeiro episódio. A temporada foi filmada no Manhattan Beach Studios na Califórnia sob o título de produção de Project Huckleberry, com filmagens em locações limitadas na área de Los Angeles.  George Lucas visitou o set da série como uma surpresa de aniversário para Favreau em 19 de outubro. Vários itens descritos como "nada substancial" foram roubados do set da série em 25 de outubro.
Filoni fez sua estréia na direção com a série. Ele viu The Mandalorian como uma chance de aplicar as lições que aprendeu com Lucas sobre o cinema live-action durante a produção da série de animação Star Wars, e também descreveu Favreau como um mentor que estava promovendo a educação de Filoni e poderia ajudá-lo a superar desafios específicos para live-action. Filoni também serviu como um diretor de segunda unidade para os outros cineastas, filmando tomadas rápidas para eles, conforme necessário, enquanto eles estavam ocupados em outras cenas. Favreau observou que o quarto episódio da série, "Sanctuary", foi o mais difícil de fazer devido à configuração da floresta e aos requisitos de ação, e brincou que esse era o motivo de Howard, o mais inexperiente dos diretores da primeira temporada, ter recebido aquele episódio para dirigir. Howard se sentiu protegido pela experiência de Favreau e Filoni, sentindo-se confortável para ir até eles com qualquer dúvida sobre a produção de filmes e Star Wars, respectivamente. Howard também sentiu que tinha liberdade criativa ao dirigir o episódio, algo que surpreendeu seu pai Ron Howard, que dirigiu o filme Solo: A Star Wars Story (2018).
Os compromissos de Pascal de filmar Mulher Maravilha 1984 (2020) e atuar em uma produção da Broadway de Rei Lear resultaram em dublês Brendan Wayne e Lateef Crowder retratando o Mandaloriano no set na ausência de Pascal, com Pascal depois dublando as falas. Pascal disse que se sentiu desconfortável com isso quando havia "mais do que apenas algumas páginas de uma cena um-a-um [e não] ser capaz de criar totalmente" a performance. Mas ele disse que era "tão fácil de uma forma prática e desinteressante depender de" Wayne e Crowder. Wayne trabalhou com Pascal para desenvolver os movimentos do personagem. As filmagens da primeira temporada terminaram em 27 de fevereiro de 2019.

#### Efeitos práticos
Favreau e os diretores da série enfatizam o uso de efeitos práticos sempre que possível, com Famuyiwa explicando que foi a combinação de efeitos inovadores e um mundo e personagens baseados na realidade que o atraiu para Star Wars quando criança. Favreau observou que a tecnologia StageCraft usada durante as filmagens permitiu aos cineastas usar técnicas de produção mais tradicionais, já que estavam trabalhando em um ambiente que podiam ver no set. Legacy Effects criou armaduras práticas para a série, assim como os animatrônicos para as criaturas alienígenas. Os efeitos visuais foram usados para remover fantoches e barras de controle de cenas que usavam fantoches. Um dos criadores de modelos que criou modelos e fantoches para a série foi Tony McVey, que trabalhou nos filmes originais de Star Wars. A fim de recriar técnicas usadas nos filmes originais de Star Wars, o mestre de adereços do Mandaloriano, Josh Roth, projetou novas armas para a série baseadas em armas reais, já que os adereços originais foram versões modificadas dos adereços de armas da Segunda Guerra Mundial.
"A Criança" foi criado principalmente com um boneco animatrônico, que foi ampliado com efeitos visuais. A produção originalmente esperava usar principalmente CGI para o personagem. Diferentes titereiros controlavam seus movimentos de corpo e cabeça, seus olhos e ouvidos. Outros titereiros o moveram para cenas de caminhada. Durante as filmagens do terceiro episódio, Chow e a equipe de efeitos visuais removeram o boneco para que pudessem filmar uma versão de uma cena sem ele. Isso era para o caso de eles decidirem que o boneco não era convincente o suficiente e precisaria ser substituído por CGI. Herzog os chamou de covardes por não confiarem no fantoche e os incentivou a não evitar os efeitos visuais. Ele provou estar certo, pois a produção descobriu que o boneco funcionava melhor do que o esperado e começou a refazer as cenas para contornar suas limitações, em vez de recorrer a CGI.
Favreau queria que a série contivesse personagens da "lista D" dos filmes Star Wars, o que o levou a criar o personagem Kuill, de Ugnaught. A espécie foi introduzida pela primeira vez no contexto de The Empire Strikes Back (1980). O supervisor de efeitos do Legacy, John Rosengrant, explicou que um artista não poderia se emocionar com as pesadas próteses necessárias para retratar um Ugnaught, então animatrônicos foram adicionados à cabeça protética. A atriz Misty Rosas usou a cabeça e o figurino do personagem, enquanto um titereiro controlava os movimentos da boca e outro controlava as sobrancelhas. As falas do personagem foram gravadas antes da filmagem, com o ator Nick Nolte fornecendo duas ou três leituras diferentes para cada linha que poderia ser tocada para os outros atores. Durante a apresentação, Rosas teve que usar sinais físicos para indicar aos titereiros quando ela queria que o personagem falasse.
A série inclui Blurrgs, criaturas alienígenas que foram apresentadas pela primeira vez no filme não-canônico Ewoks: The Battle for Endor (1985). Filoni os introduziu no cânone com The Clone Wars e Rebels. Eles foram criados principalmente com CGI, mas na primeira vez que são vistos na série, através dos binóculos do Mandaloriano, modelos físicos foram usados. Estes foram criados por McVey e stop motion animados por Stoopid Buddy Sgetherios. O movimento stop motion informou a animação do CGI Blurrgs. Legacy criou um modelo prático do assassino andróide IG-11 como um substituto no set para referência de iluminação. Incluía a cabeça, o torso e os braços do personagem, e a manipulação de marionetes básica podia ser usada para mover a cabeça. Durante as filmagens, o movimento estranho do modelo foi considerado um bom ajuste para o personagem e foi usado em mais cenas do que o esperado. A versão CGI foi movida de maneiras que não seriam fisicamente possíveis para um artista humano, aproveitando a aparência desumana do personagem. Isso era diferente de K-2SO, um andróide que o diretor de animação Hal Hickel havia criado para o filme Rogue One: A Star Wars Story (2016), que era baseado em uma performance de captura de movimento.
Para Rogue One, Hickel coletou várias fotos dos filmes originais de Star Wars de naves estelares que foram criadas com modelos físicos e sistemas de câmera de controle de movimento. Ele trouxe esta coleção para o Mandalorian como um guia de estilo de como o Razor Crest deve se parecer e se mover. Favreau decidiu que queria um modelo em miniatura do Razor Crest para referência de iluminação; os modelos da série foram criados com uma combinação de impressão 3D e escultura à mão. Depois de ver o modelo, Favreau sugeriu que uma única cena fosse filmada usando técnicas de controle de movimento como referência adicional para o CGI. A série não tinha orçamento para essa técnica, que é mais cara do que o CGI. O supervisor de efeitos visuais do ILM, John Knoll, construiu um novo equipamento de controle de movimento para a série, que ele descreveu como "estilo de operação de garagem, rápido e sujo". Eles passaram a filmar 14 ou 15 tomadas para a primeira temporada usando a técnica, e as tomadas CGI restantes do Razor Crest no espaço foram projetadas para emular o modelo e o estilo de controle de movimento.

#### Outros efeitos visuais
As cenas em que foram usados efeitos visuais em vez do boneco incluem algumas cenas em que o personagem está caminhando e uma cena em que ele come um sapo. Para isso, a equipe de efeitos visuais estudou o funcionamento interno do boneco para garantir que sua versão correspondesse às limitações físicas.
Image Engine também criou efeitos visuais para a série, particularmente no "Capítulo 3: O Pecado" e "Capítulo 6: O Prisioneiro".

### Música
O compositor Ludwig Göransson se encontrou pela primeira vez com Favreau em novembro de 2018, quando Favreau mostrou a arte conceitual do compositor para a série e discutiu suas inspirações para a história e o tom, incluindo filmes de faroeste e de samurai. Depois que eles começaram a discutir a série, Favreau enviou os roteiros de todos os episódios para Göransson. O compositor então trabalhou por conta própria durante um mês, passando 10 horas por dia em seu estúdio "indo de instrumento em instrumento" e experimentando sons diferentes. Um dos primeiros instrumentos que Göransson experimentou foi o gravador. Ele encontrou um gravador de baixo que sentiu que soava único e o manipulou digitalmente para torná-lo mais "futurístico". Esse foi o início do tema principal da série. Favreau e Filoni aprovaram os conceitos iniciais de Göransson para a série, especialmente seu uso do gravador, que Göransson descreveu como "um som muito original, distinto e solitário que segue este pistoleiro em sua jornada."
Favreau queria que a música viesse da perspectiva do Mandaloriano, servindo como um substituto para as expressões faciais do personagem, já que ele está sempre usando um capacete. O tema do Mandalorian que Göransson escreveu inicialmente para Favreau é usado durante os créditos finais, com Göransson escrevendo dicas de créditos finais diferentes para alguns dos episódios. O estilo dos créditos finais da série foi projetado em torno da trilha, devido ao amor de Favreau pela música de Göransson. Göransson também escreveu temas para personagens coadjuvantes como Greef Karga e Cara Dune, um tema para o Razor Crest, um para todos os Mandalorianos, e um tema de viagem. Quando ele abordou "The Child" pela primeira vez, Göransson escreveu música mais próxima do trabalho de Williams para os filmes, pois ele sentiu que o personagem era o elemento da série mais próximo dos filmes. Ele também sentiu que era natural que a música do personagem fosse "fofa". No entanto, Favreau não queria que essa fosse a direção do personagem, já que o Mandaloriano não considera a criança fofa. Elementos da música original de Göransson para a criança são introduzidos posteriormente quando o Mandaloriano vê a criança começar a usar a Força. Göransson queria diferenciar o som de cada episódio, mas também considerou sua trilha sonora para a primeira temporada como uma trilha para um único filme, com os temas principais aparecendo em cada episódio e se desenvolvendo ao longo de toda a temporada.
Quando Göransson começou a compor a música para cenas específicas, ele gravou a si mesmo tocando os instrumentos principais e então aumentou essas gravações com sintetizadores e outras manipulações digitais. Isso foi então combinado com gravações de uma orquestra de 70 músicos. A orquestra foi gravada em Los Angeles de abril a setembro de 2019, e contou com muitos músicos que estavam gravando a partitura de Williams para Star Wars: The Rise of Skywalker (2019) ao mesmo tempo. Göransson supervisionou a gravação da partitura com sua esposa, a musicista Serena McKinney. Ele escreveu quatro horas de música para a primeira temporada. Essa foi a maior parte das músicas que ele escreveu para um único projeto naquela época, e ele trabalhou na temporada por mais tempo do que em qualquer outro projeto até então. Um álbum de trilha sonora foi lançado digitalmente junto com a estréia de cada episódio com música daquele episódio.

## Marketing
Em 4 de outubro de 2018, a primeira imagem promocional da série foi lançada, apresentando um Mandaloriano com um rifle. Cerca de uma semana depois, Favreau divulgou uma foto através de sua conta oficial no Instagram mostrando um rifle com um cano de duas pontas, um aparente retorno à arma de Boba Fett em The Star Wars Holiday Special.Jon Favreau, Dave Filoni e o elenco principal apresentaram um painel para The Mandalorian na Celebração Star Wars de Chicago em 14 de abril de 2019, onde a primeira filmagem estreou para os fãs presentes. O primeiro pôster oficial e trailer foram lançados na D23 Expo em 23 de agosto de 2019. Um segundo e último trailer foi lançado em 28 de outubro de 2019. Em 11 de novembro, uma prévia foi lançada durante o Monday Night Football.

### Merchandise "A Criança"
Favreau optou por não revelar "A Criança" em qualquer marketing para a série após uma discussão com Donald Glover durante a produção de O Rei Leão em que Glover observou que o público aprecia ser surpreendido, já que isso não acontece muito (Glover deu o lançamento surpresa de um álbum de Beyoncé como exemplo). Favreau afirmou que a Disney estava a bordo com esta decisão, mesmo que isso significasse que eles não puderam começar a trabalhar no merchandising do personagem antes de ele ser revelado na estreia da série em novembro de 2019. Isso foi devido ao potencial desses planos de mercadoria vazar e revelar o personagem cedo, e significa que a mercadoria do personagem não poderia estar pronta para o Natal e as festas de fim de ano. Após a estreia da série, "A Criança" se tornou um personagem emergente com mais atenção nas mídias sociais e nas notícias do que qualquer um sobre isso (1.161) do que qualquer candidato democrata concorrendo à presidência dos Estados Unidos na época. No final de novembro de 2019, havia uma grande demanda por mercadorias com o personagem. A unidade de merchandising da Disney havia começado o planejamento para o personagem, mas até agora só havia lançado camisetas com arte conceitual. Empresas como a Hasbro também começaram a trabalhar no produto "A Criança", mas ele não estaria pronto até 2020. Uma grande quantidade de produtos não oficiais começou a aparecer antes da temporada de férias.

## Lançamento
A temporada estreou na Disney+ no dia de lançamento do serviço de streaming nos Estados Unidos, 12 de novembro de 2019. O segundo episódio foi lançado em 15 de novembro, com lançamentos semanais para episódios subsequentes. O sétimo episódio foi lançado no início de 18 de dezembro para que pudesse incluir uma prévia de Star Wars: The Rise of Skywalker, que foi lançado em 20 de dezembro. Quando Disney + se tornou disponível em vários países europeus no final de março de 2020, episódios da temporada foram novamente disponibilizados semanalmente, apesar da temporada completa já ter sido lançada em outros territórios, uma abordagem que James Whitbrook da io9 descreveu como "perplexa" e "burra". Os dois primeiros episódios foram disponibilizados no lançamento nos países em 24 de março de 2020, seguidos pelo terceiro em 27 de março, sendo que cada episódio subsequente foi lançado semanalmente. No Brasil, os dois primeiros episódios foram exibidos na TV aberta pela Rede Globo no dia 16 de novembro de 2020 na Tela Quente. A temporada completa foi lançada no dia seguinte junto com o lançamento do serviço de streaming do Disney+ no país.

## Recepção

### Resposta crítica
| - 1.ª temporada (2019): Porcentagem de avaliações positivas rastreadas pelo site Rotten Tomatoes | |
|                                                                                                  | Esta página contém um gráfico que utiliza a extensão <graph>. A extensão está temporariamente indisponível e será reativada quando possível. Para mais informações, consulte o ticket T334940. |

A avaliação do site Rotten Tomatoes deu para a temporada um índice de 93% de aprovação dos críticos e com uma classificação média de 7,97/10, com base em 36 resenhas. O consenso crítico do site disse: "Repleto de ação e habilmente trabalhado - embora às vezes um pouco contido - The Mandalorian é uma adição bem-vinda ao universo de Star Wars que se beneficia muito da fofura de sua carga." O Metacritic, que usa uma média ponderada, atribuiu uma pontuação de 70/100 com base em 29 resenhas, indicando "avaliações geralmente favoráveis".
Zaki Hasan, do San Francisco Chronicle, disse que o show "em essência permite que a franquia faça um mulligan com Boba Fett. Dê uma olhada, pegue aquele 'cool' inefável e transfira-o para um personagem totalmente novo que oferece uma tela intocada, enquanto dá ao público algo que parece familiar." Ele acrescentou: "Depois de três episódios, isso é tudo que The Mandalorian é: um sentimento. Um sentimento bom, veja bem, mas em vez de qualquer qualidade específica de narrativa, é esse sentimento de que você está falando. Os efeitos visuais, os efeitos sonoros, a aparência geral da coisa é totalmente estrondosa. Esta é uma produção refinada que mostra cada centavo de seu orçamento de longa-metragem em cada quadro de seu tempo de execução." Escrevendo para The Ringer, Micah Peters disse: "Mandalorian já pode ser difícil de se preocupar como algo mais do que uma parcela que existe apenas para configurar a próxima parcela. Mas ainda há muitas coisas divertidas sobre ele, e também é um show da Disney com naves espaciais e lesmas-do-mar gigantes, então não não precisa ser Citizen Kane. Pode, entretanto, ser o próximo grande faroeste da TV."

### Audiência do público
Quatro dias depois de seu lançamento, The Mandalorian teve uma demanda maior nos Estados Unidos em comparação com quatro dos maiores lançamentos de streaming originais de 2019: The Umbrella Academy, When They See Us, The Dark Crystal: Age of Resistance da Netflix e Good Omens da Amazon Prime Video. No entanto, ele registrou menos de 40% da demanda de Stranger Things da Netflix e estava por trás de outros programas consagrados, como Titans da DC Universe, nem estava entre os 10 primeiros entre os programas mais solicitados em todas as redes de TV e serviços digitais para o semana de 10 a 16 de novembro. O TV Time, um aplicativo popular que permite aos usuários rastrear programas e filmes que estão assistindo (ou querem assistir), afirmou, porém, que o número de pessoas interessadas em The Mandalorian dobrou na semana seguinte, e observou que teve o maior ganho de qualquer programa de TV.

### Prêmios e indicações
| Ano  | Prêmio                              | Categoria                                                                        | Nomeado(s) | Resultado | Ref.   |
| ---- | ----------------------------------- | -------------------------------------------------------------------------------- | --- | --------- | ------ |
| 2020 | Visual Effects Society Awards       | Outstanding Visual Effects in a Photoreal Episode                                | Richard Bluff, Abbigail Keller, Jason Porter, Hayden Jones e Roy Cancinon (por "Chapter 2: The Child")                                                                          | Venceu    | [ 72 ] |
| 2020 | Visual Effects Society Awards       | Outstanding Virtual Cinematography in a CG Project                               | Richard Bluff, Jason Porter, Landis Fields IV e Baz Idione (por "Chapter 6: The Prisoner"; The Roost)                                                                           | Indicado  | [ 72 ] |
| 2020 | Visual Effects Society Awards       | Outstanding Animated Character in an Episode or Real-Time Project                | Terry Bannon, Rudy Massar and Hugo Leygnac (por "Chapter 2: The Child"; Mudhorn)                                                                                                | Indicado  | [ 72 ] |
| 2020 | Visual Effects Society Awards       | Outstanding Model in a Photoreal or Animated Project                             | Doug Chiang, Jay Machado, John Goodson e Landis Fields IV (por "Chapter 3: The Sin"; The Razorcrest)                                                                            | Venceu    | [ 72 ] |
| 2020 | Visual Effects Society Awards       | Outstanding Created Environment in an Episode, Commercial, or Real-Time Project  | Alex Murtaza, Yanick Gaudreau, Marco Tremblay e Maryse Bouchard (por Nevarro Town)                                                                                              | Indicado  | [ 72 ] |
| 2020 | Visual Effects Society Awards       | Outstanding Effects Simulations in an Episode, Commercial, or Real-Time Project  | Xavier Martin Ramirez, Ian Baxter, Fabio Slino e Andrea Rosa (por "Chapter 2: The Child"; Mudhorn)                                                                              | Indicado  | [ 72 ] |
| 2020 | Art Directors Guild Awards          | One-Hour Period or Fantasy Single-Camera Series                                  | Andrew L. Jones (por "Chapter 1: The Mandalorian") | Indicado  | [ 73 ] |
| 2020 | Publicists Guild Awards             | Maxwell Weinberg Publicist Showmanship Television Award                          | Disney+ | Venceu    | [ 74 ] |
| 2020 | Nebula Awards                       | Ray Bradbury Award for Outstanding Dramatic Presentation                         | Jon Favreau (por "Chapter 2: The Child") | Indicado  | [ 75 ] |
| 2020 | Hugo Awards                         | Best Dramatic Presentation - Short Form                                          | Jon Favreau e Taika Waititi (por "Chapter 8: Redemption") | Indicado  | [ 76 ] |
| 2020 | TCA Awards                          | Outstanding New Program                                                          | The Mandalorian | Indicado  | [ 77 ] |
| 2020 | Primetime Emmy Awards               | Outstanding Drama Series                                                         | Jon Favreau, Dave Filoni, Kathleen Kennedy, Colin Wilson e Karen Gilchrist | Indicado  | [ 78 ] |
| 2020 | Primetime Creative Arts Emmy Awards | Outstanding Character Voice-Over Performance                                     | Taika Waititi como IG-11 (por "Chapter 8: Redemption") | Indicado  | [ 79 ] |
| 2020 | Primetime Creative Arts Emmy Awards | Outstanding Cinematography for a Single-Camera Series (Half-Hour)                | Greig Fraser e Baz Idoine (por "Chapter 7: The Reckoning") | Venceu    | [ 79 ] |
| 2020 | Primetime Creative Arts Emmy Awards | Outstanding Fantasy/Sci-Fi Costumes                                              | Joseph Porro, Julie Robar, Gigi Melton e Lauren Silvestri (por "Chapter 3: The Sin")                                                                                            | Indicado  | [ 79 ] |
| 2020 | Primetime Creative Arts Emmy Awards | Outstanding Guest Actor in a Drama Series                                        | Giancarlo Esposito como Moff Gideon (por "Chapter 8: Redemption") | Indicado  | [ 79 ] |
| 2020 | Primetime Creative Arts Emmy Awards | Outstanding Music Composition for a Series                                       | Ludwig Göransson (por "Chapter 8: Redemption") | Venceu    | [ 79 ] |
| 2020 | Primetime Creative Arts Emmy Awards | Outstanding Production Design for a Narrative Program (Half-Hour or Less)        | Andrew L. Jones, Jeff Wisniewski, Amanda Serino (por "Chapter 1: The Mandalorian")                                                                                              | Venceu    | [ 79 ] |
| 2020 | Primetime Creative Arts Emmy Awards | Outstanding Prosthetic Makeup for a Series, Limited Series, Movie or Special     | Brian Sipe, Alexei Dmitriew, Carlton Coleman, Samantha Ward, Scott Stoddard, Mike Ornelaz e Sabrina Castro (por "Chapter 6: The Prisoner")                                      | Indicado  | [ 79 ] |
| 2020 | Primetime Creative Arts Emmy Awards | Outstanding Single-Camera Picture Editing for a Drama Series                     | Andrew S. Eisen (por "Chapter 2: The Child") | Indicado  | [ 79 ] |
| 2020 | Primetime Creative Arts Emmy Awards | Outstanding Single-Camera Picture Editing for a Drama Series                     | Dana E. Glauberman e Dylan Firshein (por "Chapter 4: Sanctuary") | Indicado  | [ 79 ] |
| 2020 | Primetime Creative Arts Emmy Awards | Outstanding Single-Camera Picture Editing for a Drama Series                     | Jeff Seibenick (por "Chapter 8: Redemption") | Indicado  | [ 79 ] |
| 2020 | Primetime Creative Arts Emmy Awards | Outstanding Sound Editing for a Comedy or Drama Series (Half-Hour) and Animation | David Acord, Matthew Wood, Bonnie Wild, James Spencer, Richard Quinn, Richard Gould, Stephanie McNally, Ryan Rubin, Ronni Brown e Jana Vance (por "Chapter 1: The Mandalorian") | Venceu    | [ 79 ] |
| 2020 | Primetime Creative Arts Emmy Awards | Outstanding Sound Mixing for a Comedy or Drama Series (Half-Hour) and Animation  | Shawn Holden, Bonnie Wild and Chris Fogel (por "Chapter 2: The Child") | Venceu    | [ 79 ] |
| 2020 | Primetime Creative Arts Emmy Awards | Outstanding Special Visual Effects                                               | Richard Bluff, Jason Porter, Abbigail Keller, Hayden Jones, Hal Hickel, Roy Cancino, John Rosengrant, Enrico Damm e Landis Fields (por "Chapter 2: The Child")                  | Venceu    | [ 79 ] |
| 2020 | Primetime Creative Arts Emmy Awards | Outstanding Stunt Coordination for a Drama Series, Limited Series or Movie       | Ryan Watson | Venceu    | [ 79 ] |

## Série documental
Em abril de 2020, a Disney anunciou uma série de documentários de oito episódios intitulada Disney Gallery: The Mandalorian (também conhecida como Disney Gallery / Star Wars: The Mandalorian), que estreou na Disney + em 4 de maio de 2020, Dia de Star Wars. A série apresenta entrevistas com o elenco e a equipe de The Mandalorian, cenas dos bastidores e uma mesa redonda de conversas hospedadas por Favreau que exploram a produção de The Mandalorian. Os episódios subsequentes da série foram lançados semanalmente na Disney+.
| N.º | Título                         | Dirigido por   | Lançamento          |
| --- | ------------------------------ | -------------- | ------------------- |
| 1 | "Directing" "Direção"          | Bradford Baruh | 4 de maio de 2020   |
| Favreau entrevista os diretores da primeira temporada: Dave Filoni, Deborah Chow, Rick Famuyiwa, Bryce Dallas Howard e Taika Waititi (a mesa redonda dos diretores). Segmentos adicionais apresentam Baz Idoine e Gina Carano.                                                                                                |                                |                |                     |
| 2 | "Legacy" "Legado"              | Bradford Baruh | 8 de maio de 2020   |
| Favreau discute o legado de Star Wars com a mesa-redonda de criativos (Filoni, John Knoll, Kathleen Kennedy, Richard Bluff e Hal Hickel) e a mesa-redonda dos diretores. Segmentos adicionais apresentam Pedro Pascal e Carl Weathers.                                                                                        |                                |                |                     |
| 3 | "Cast" "Elenco"                | Bradford Baruh | 15 de maio de 2020  |
| Favreau discute o elenco e os personagens da primeira temporada com a mesa-redonda de atores (Pascal, Weathers e Carano, junto com Filoni) e a mesa-redonda de diretores. Segmentos adicionais apresentam Brendan Wayne, Lateef Crowder e Kim Richards.                                                                       |                                |                |                     |
| 4 | "Technology" "Tecnologia"      | Bradford Baruh | 22 de maio de 2020  |
| Favreau discute a tecnologia por trás de The Mandalorian com os diretores, criativos e atores nas mesas redondas. Segmentos adicionais apresentam Idoine e Giancarlo Esposito. |                                |                |                     |
| 5 | "Practical" "Efeitos Práticos" | Bradford Baruh | 29 de maio de 2020  |
| Favreau discute os efeitos práticos de The Mandalorian com os diretores e as mesas redondas de criativos. Segmentos adicionais incluem John Rosengrant, Misty Rosas, Werner Herzog, Richards, Jason Matthews, Trevor Hensley, Hiroshi "Kan" Ikeuchi, Mike Manzel, Tamara Carlson Woodard, Idoine, Carano, Pascal e Josh Roth. |                                |                |                     |
| 6 | "Process" "O Processo"         | Bradford Baruh | 5 de junho de 2020  |
| Favreau discute o processo de visualização usado para fazer The Mandalorian com os diretores e mesas redondas de criativos. |                                |                |                     |
| 7 | "Score" "Trilha Sonora"        | Bradford Baruh | 12 de junho de 2020 |
| Favreau discute a partitura de The Mandalorian com Ludwig Göransson e Filoni. |                                |                |                     |
| 8 | "Connections" "Conexões"       | Bradford Baruh | 19 de junho de 2020 |
| Favreau revela as conexões entre vários adereços e personagens da franquia Star Wars e os mostrados em The Mandalorian com os diretores e as mesas redondas de criativos. Segmentos adicionais apresentam Roth, Andrew L. Jones e alguns membros da 501st Legion.                                                             |                                |                |                     |